# شلل بصلي مترقي
الشلل البصلي المترقي (بالإنجليزية: Progressive bulbar palsy)‏ أو الشلل الدماغي التقدمي هو حالة طبية. وهو ينتمي إلى مجموعة من الاضطرابات المعروفة باسم أمراض الخلايا العصبية الحركية . وهو المرض الذي يهاجم الأعصاب التي تورد العضلات العضلية . وتتميز هذه الاضطرابات بانحطاط الخلايا العصبية الحركية في كل من : القشرة الدماغية ، الحبل الشوكي ، جذع الدماغ ، والمسالك الهرمية . وهذا يشمل على وجه التحديد العصب اللساني البلعومي (التاسع)، العصب المبهم (X)، والعصب تحت اللسان (الثاني عشر).
لا ينبغي الخلط بين هذا الاضطراب والشلل الكاذب أو ضمور العضلات الشوكي التدريجي. يستخدم مصطلح الشلل الدماغي التقدمي للأطفال لوصف الشلل الدماغي التدريجي عند الأطفال. بعض أطباء الأعصاب يعتبرون هذا الاضطراب هو مجموعة فرعية من التصلب الجانبي الضموري (ألس)، ولكن آخرين يختلفون مع هذا التصنيف.

## الأعراض
يمكن أن تشمل أعراض الشلل البصلي التقدمي صعوبة تدريجية فيالمضغ والكلام والبلع. و يمكن للمرضى أيضا أن يظهروا ردود الفعل الكمامة المنخفضة ، والحركات الحنكية الضعيفة، والتلف، وضعف حركة عضلات الوجه واللسان. في الحالات المتقدمة من الشلل البصلي المترقي ، قد يكون المريض غير قادر على اظهار لسانه أو تحريك الطعام في فمه.
المرضى الذين يعانون من حالات مبكرة من الشلل البصلي المتقدم يجدون صعوبة في النطق، وخاصة عند نطق الحروف الساكنة ، وقد تظهر مشاكل مع اللعاب.

## الأسباب
سبب الشلل البصلي المترقي غير معروف، ولكن تم العثور على شكل واحد من هذا المرض عند المرضى الذين لديهم طفرة في إنزيم ديسموتاز (SOD1). يتم تصنيف مرضى الشلل الدماغي التقدمي الذين لديهم هذه الطفرة مع مرضى فاليس ألس. 

## وصلات خارجية
- 06-095b. على الطبعة المحلية من دليل ميرك للتشخيص والعلاج [الإنجليزية]‏
- Q&A at umdnj.edu